# 루살카 (드보르자크)

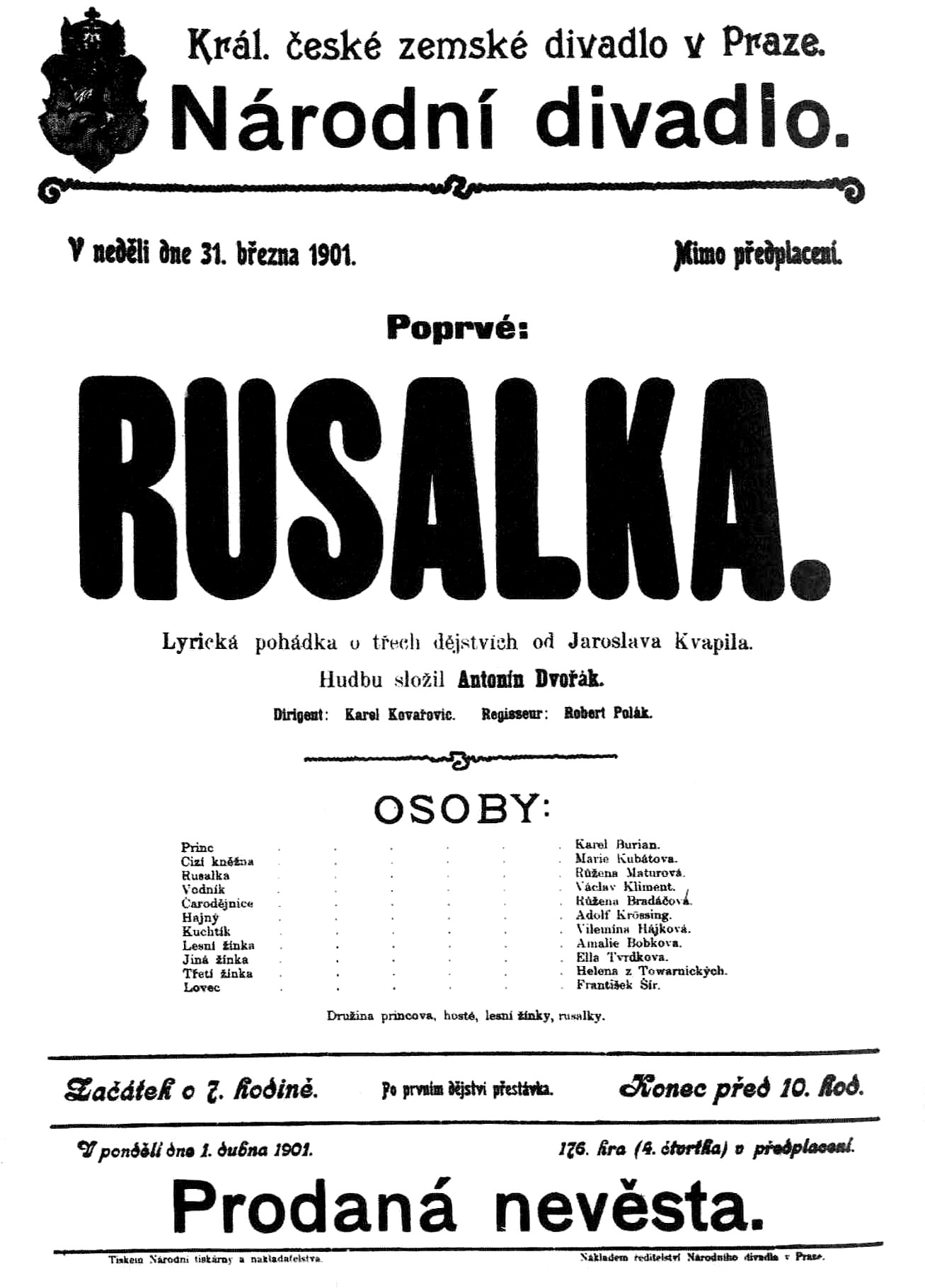

루살카(체코어: Rusalka)는 체코의 작곡가 안토닌 드보르자크가 작곡한 3막 오페라이다. 체코어 대본은 카렐 야로미르 에르벤과 보제나 네므코바의 동화에 기초하여, 시인인 야로슬라프 크바필(1868년-1950년)에 의해 작성되었다. 루살카는 슬라브 신화에서 물의 요정으로 호수나 강에 산다. 이 오페라의 첫 공연은 1901년 3월 31일 프라하에서 상연되었다.
에르벤과 네므코바의 작품에 기초한 크바필의 대본은 작곡가와 어떠한 계약을 하기도 전에 작성되었다. 줄거리는 한스 크리스티안 안데르센의 인어공주와 프리드리히 데 라 모테 푸퀘의 운디네에서 등장하는 요소들을 포함한다. 대본은 1899년에 완성되어, 크바필은 대본에 관심있는 작곡가를 찾기 시작하였다. 그의 작곡가 친구들은 다른 오페라 작업을 하고 있었으나, 드보르자크가 작업할 주제를 찾고 있다고 전해주었다. 드보르자크는 항시 에르벤의 이야기에 관심있어서, 그 대본을 읽은 후, 꽤 빠른 속도로 오페라를 작곡하기 시작했다. 첫 번째 초고가 1900년 4월 22일에 시작되어, 11월 말 경에 작품을 완성시켰다. 그 다음해에 첫공연을 한 후, 루살카는 체코뿐만 아니라 세계 각지에서 엄청난 성공을 거뒀다.
루살카의 "달에게 노래"(체코어: "Píseň Rusalky: Ó Měsíčku"혹은 "Měsíčku na nebi hlubokém")는 이 오페라의 가장 잘 알려진 아리아이다. 팝페라 가수인 사라 브라이트만이 이 아리아를 그녀의 2000년 음반을 위해, 이탈리어인 "La Luna"로 번안하여 노래불렀다.

## 등장인물
루살카 - 강의 요정 (소프라노)
보드니크 - 루살카의 아버지, 강의 지배자, 도깨비 (베이스)
에지바바 - 마녀 (메조 소프라노)
첫째 나무의 정령 (소프라노), 둘째 나무의 정령 (소프라노), 셋째 나무의 정령 (메조 소프라노)
왕자 (테너)
사냥터지기 (바리톤)
부엌떼기 소년 (소프라노)
외국 공주 (소프라노)
사냥꾼 (바리톤)

## 줄거리

### 1막
달빛에 비친 강 기슭 목초지에 세 나무 정령이 노래하고 춤추고, 강의 지배자인 물 도깨비인 보드니크를 약올린다.
보드니크는 물의 요정이며, 그의 딸 루살카가 버드나무 가지 중간에 침울하게 앉아있다는 것을 눈치챈다. 그가 딸에게 묻자, 루살카는 자신은 때때로 여기 호수에 수영하러 숲속에 왔던 인간인 왕자를 사랑한다고 말한다. 이세상의 것에게는 보이지 않아서, 루살카는 물결로 왕자를 안았지만, 자신도 인간이 되어 그 왕자가 자신을 바라보며 안아주기를 바란다고 말한다. 거기다 그녀는 그 차가운 호수물을 떠나, 인간으로 태양 아래서 살길 원한다.
지혜로운 보드니크는 루살카에게 그러한 변신에 대해 경고하고, 인간은 죄악으로 가득차있다고 말하자, 루살카는 "그들은 사랑에 가득차있다!"고 답변한다. 보드니크는 의심스럽지만, 딸의 간청을 들어주며, 강가 오두막에 사는 마녀 예지바바와 의논해야 한다고 말한다. 보드티크는 자포자기의 심정으로 강 아래로 내려가고, 루살카는 달에게 그녀의 사랑인 왕자에게 전해주기를 애원한다.("달에게 보내는 노래")
루살카는 에지바바를 부르고, 마녀가 등장한다. 그녀는 물의 요정에게 만약 인간이 된 후, 그녀의 연인이 루살카를 배신하면, 둘다 영원히 저주받게 될 것이라 말하나, 루살카는 단념하지 않는다. 이어서 에지바바는 루살카에게 인간이 되면, 그녀는 말하는 능력을 잃을 것이라 경고한다. 예지바바의 경고를 신경쓰지 않고, 루살카는 주장하자, 마녀는 몰약을 끓여서, 루살카가 마시도록 건네준다.
새벽이 다가오자, 왕자가 뒤따르는 사냥꾼 무리와 함께 등장한다. 그들은 암사슴을 쫓았지만, 갑자기 사라져서, 왕자는 지금 장소에 이상한 느낌을 감지한다. 그는 그의 수행 사냥꾼들을 멀리 보내고, 홀로 생각하기를 원한다.
갑자기 그는 긴 머리를 어깨에 드리운 아름다운 소녀를 보게 된다. 왕자는 환상처럼 그녀를 부른다. 그녀는 벙어리라 말을 할 수 없고, 그녀가 그의 입을 맞추자, 왕자는 그녀를 포옹한다. 루살카는 행복한 심정으로 왕자가 그녀를 이끌도록 하고, 호수 깊이에서 들리는 아버지와 그녀의 자매들이 슬퍼하는 소리를 무시한다.

### 2막
왕자의 성의 성안 정원에 있는 연못 곁에서, 사냥터지기와 부엌데기 소년은 왕자와 그의 기묘한 새신부의 다가오는 결혼에 대해서 쑥덕거린다. 그들은 마법술이 아닌가 의심하지만, 왕자가 악명높을 정도로 변덕스럽다는 것을 주목한다. 그는 아마도 그의 벙어리에 이름없는 신부에 흥미를 잃을 것이라고 말했다. 왕자는 이미 결혼식 하객 중 한명인 아름답고 야심찬 외국 공주에게 관심을 기울였다.
왕자가 루살카와 함께 등장한다. 그는 루살카와 왜 이리 차갑고, 그녀의 포옹하는데 뭐가 그를 떨게 하는지 의아해한다. 여전히 왕자는 "나는 너를 소유해야한다"고 말한다. 그 외국 공주가 등장하여, 다른 하객들을 무시하며 왕자에게 다시 접근한다. 질투심에 공주는 루살카의 말못함을 조롱하고, 혼자말로 만약 내가 그를 차지할 수 없다면, 모두의 행복이 죽게 할 것이야!라 말한다. 왕자는 루살카를 무도회에 입을 의상을 준비하러 보낸다. 그녀가 사라지자 마자, 왕자는 공주에게 구애하기 시작하고, 노래와 춤의 신호가 울려 무도회의 시작에 성안에 들어간다.
버려진 정원에서 물 도깨비 보로니크는 갑자기 연못 깊이에서 일어서서, 그녀의 딸의 앞날에 닥칠 슬픈 운명에 절망의 소리를 낸다. 곧 루살카는 눈물을 흘리며 성 밖으로 뛰쳐나온다. 인간이 아닌 자와는 말을 할 수 있어서, 그녀는 아버지에게 인간이 되길 원했던 자신의 어리석음을 용서해 달라고 빈다. 그녀는 왕자가 더 이상 자신을 사랑하지 않는다고 말한다. 이제 자신은 인간도 아니고 요정도 아니라며 운다.
왕자와 공주가 정원으로 들어서자, 왕자는 그녀를 향한 사랑을 표현한다. 루살카는 그의 팔로 달려가지만, 왕자는 그녀를 거부한다. "너의 포옹은 날 얼어붙게해!" 보로니크는 재등장하여, 왕자가 그자신을 공주의 발에 내던질 때, 루살카가 연못가에 오게끔 말한다. 공주는 코웃음치며, 크게 비웃고, "너가 선택한 사람을 지옥에 빠트린 후에 너무 속도가 빠르군"이라 왕자에게 말한다.

### 3막
곧 죽게 될 루살카는 한번 더 그 호수가에 다가간다. 그녀는 죽기를 원하지만, 그녀를 기다리고 있을 운명이 죽음보다 더 끔직하다는 것을 안다. 에지바바는 그녀의 목소리를 듣고, 냉소적으로 " 그 키스가 감미롭지 않던? "신부의 침대가 충분히 따뜻했냐?"라고 묻는다. 루살카의 애원에 예지바바는 "사랑은 짧았고, 슬픔은 지속되겠구나'라고 차갑게 응수한다.
그러나 루살카의 절망의 무게에 그 마녀는 마음이 누그러진다. 마녀는 루살카가 자신을 살릴 수 있는 기회가 있다. 만약 그녀를 배신한 인간의 피를 쏟는다면이라 말한다. "왕자를 죽여라"하며, 루살카에게 단검을 건네준다. 그러나 루살카는 그 무기를 호수에 빠트리고, 외치길 "그는 행복해야돼, 비록 나는 그렇지 못하지만!"
루살카는 이제 죽음의 영인 "블루디카"가 되어, 강 심연 아래에 거주하며, 오직 밤에 인간을 죽음으로 이끌때만 등장할 수 있게 된다. 루살카의 자매들은 그녀를 거부하며 말하길, "너는 더 이상 우리와 만날 수 없고, 너의 슬픔이 우리의 행복함을 망쳤다." 이에 루살카는 "비통하다, 비통하다"라 흐느끼고, 호수로 사라진다.
사냥터지기와 부엌데기 소년이 도착하여 그들이 왕자가 마법에 걸렸다고 확신하여, 예지바바에게 왕자에 관해 상의하길 원한다. 마녀는 소름끼치는 형상으로 만들어, 그 둘은 말을 겨우 더듬거리며 루살카가 왕자를 배신했다고 말한다. 그러나 물 도깨비 보로니크는 그 소리를 전해듣고, 예지바바가 대답하기 전에 표면에 등장하여 번개를 치며, 다른게 아니라 다른 왕자가 루살카를 속인 장본인이라 표시한다. 초자연적인 발생에 겁을 먹고 사냥터지기와 부엌데기 소년은 줄행랑친다. 예지바바는 세상의 어리석음을 비웃는다.
세 나무의 정령이 달빛을 받으며 춤을 추고 노래를 부르나, 물 도깨비가 그들에게 루살카의 곤궁을 얘기하자, 그들은 울며 뛰어나간다.
왕자가 숲속에서 등장해서, 그의 하얀 암사슴을 찾다가 길을 잃었다. 그는 루살카의 존재를 깨닫고, "내게 다시 와다오!"라며 소리를 지른다. 루살카는 기적적으로 그렇게 하였다. 그녀는 씁쓸히 왕자에게 다시 다가가며, "왜 너의 입술은 거짓말을 했니?" "왜 너는 나를 배신했니"라고 물었다.
왕자는 루살카의 용서를 구하고, 자신에게 키스해달라고 간청한다. 루살카는 자신의 입맞춤은 죽음과 저주를 의미한다고 말했지만, 왕자는 단호하였다. 그들의 입이 부딪치고, 왕자는 그녀의 팔에서 죽자, 물속 깊은 저 밑에서 물 도깨비의 목소리가 "모든 희생이 다 치러졌다'라고 외친다. 루살카는 슬프게 왕자에게 자신이 인간으로 사랑하게 한 것에 감사하고, 그의 영혼을 신에게 위탁한다. 그리고 호수 아래로 죽음의 사신의 영토로 내려간다.

## 신화와 이야기
- 루살카
- 운디네, 옹딘
- 인어공주

## 주요 참조 링크
- 오페라~오페라, 호주 음악전문 신문]
- 메트로폴리탄 오페라, 루살카 줄거리, Yveta Synek Graff]
- Go! classic 회원/대본 자료실:138 루살카, 체코|한글 대본, pdf화일